# Nœud alterné

Diagramme de l'un des trois nœuds premiers non alternés à 8 croisements.

En théorie des nœuds, un diagramme de nœud ou d'entrelacs est dit alterné si les croisements se font alternativement dessous, dessus, dessous, dessus, lorsque l'on suit une composante de l'entrelacs. Un nœud/entrelacs est dit alterné s'il possède un diagramme alterné.
Un diagramme de nœud/entrelacs alterné donne diverses informations géométriques et topologiques. Il permet de repérer facilement la primalité ou la non-primalité du nœud/entrelacs.

## Propriétés

### Nœuds alternés et nœuds premiers
La plupart des nœuds premiers dont le nombre de croisements est inférieur à 10 sont alternés. Grâce à ce fait, et à l'aide des conjectures de Tait (voir ci-dessous), les premiers tabulateurs de nœuds, tel Peter Tait, ont construit des tables de nœuds avec relativement peu d'erreurs ou d'omissions. Les nœuds premiers non alternés les plus simples ont 8 croisements (et il y en a trois : 819, 820, 821).
Mais on conjecture qu'à mesure que le nombre de croisements augmente, la proportion des nœuds alternés parmi les nœuds premiers tend rapidement vers 0 (cf. le tableau ci-dessous).
|              | Nombre de croisements   | 2 | 3 | 4 | 5 | 6 | 7 | 8  | 9  | 10  | 16        |
| ------------ | ----------------------- | - | - | - | - | - | - | -- | -- | --- | --------- |
| Alternés     | suite A002864 de l'OEIS | 0 | 1 | 1 | 2 | 3 | 7 | 18 | 41 | 123 | 379 799   |
| Non alternés | suite A051763 de l'OEIS | 0 | 0 | 0 | 0 | 0 | 0 | 3  | 8  | 42  | 1 008 906 |

### Définition d'un nœud alterné indépendante d'une représentation en diagramme
Les nœuds/entrelacs alternés ont un rôle important dans la théorie des nœuds et la théorie des variétés de dimension 3, en raison des intéressantes propriétés géométriques et topologiques de leur complément. Ceci a conduit Ralph Fox à demander: "Qu'est-ce qu'un nœud alterné?" Par cela, il demandait quelles propriétés du complément du nœud caractériseraient les nœuds alternés.
En novembre 2015, Joshua Evan Greene a établi une caractérisation des entrelacs alternés en termes de surfaces de recouvrement définies, ce qui fournit une définition des entrelacs alternés sans utiliser le concept de diagramme.

### Graphe associé à diagramme de nœud alterné
Les diagrammes de nœuds alternés sont en correspondance injective avec les graphes planaires. Chaque croisement du diagramme est associé à une arête du graphe et la moitié des composantes connexes du complémentaire du diagramme sont associées en damier aux sommets du graphe.

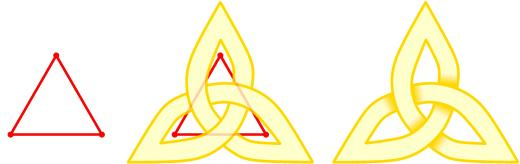
Graphe associé au nœud de trèfle.

### Conjectures de Tait

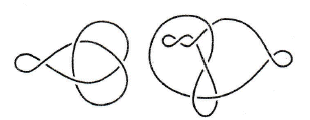
Exemples de diagrammes alternés non réduits.

Si la boucle située d'un côté d'un croisement ne recoupe pas celle située de l'autre côté, on peut "retourner" cette boucle et supprimer le croisement. Lorsqu'on ne peut plus effectuer cette opération, le diagramme est dit réduit. Dans la figure ci-contre, on peut par exemple réduire le nœud de gauche en une opération, et celui de droite en trois opérations.
Les conjectures de Tait sont alors les suivantes :
1. Tout diagramme alterné réduit d'un nœud/entrelacs a le moins de croisements parmi tous les diagrammes possibles, fournissant ce qu'on appelle le nombre de croisements du nœud.
2. Deux diagrammes alternés réduits du même nœud/entrelacs ont le même entortillement.
3. Étant donnés deux diagrammes alternés réduits D1 et D2 d'un nœud/entrelacs alterné premier orienté : D1 peut être transformé en D2 au moyen d'une suite de mouvements simples appelés flypes. Ce résultat est aussi connu sous le nom de "conjecture des flypes" de Tait.

Morwen Thistlethwaite, Louis Kauffman et K. Murasugi ont prouvé les deux premières conjectures en 1987 et Morwen Thistlethwaite et William Menasco ont prouvé la troisième en 1991.

## Volume hyperbolique
Menasco, appliquant le théorème d'hyperbolisation de Thurston pour les variétés de Haken, a montré que tout entrelacs alterné premier non divisé est hyperbolique, c'est-à-dire que le complément de l'entrelacs a une géométrie hyperbolique, sauf si l'entrelacs est torique.
Ainsi, le volume hyperbolique est un invariant de nombreux entrelacs alternés. Marc Lackenby a montré que le volume a des limites linéaires supérieures et inférieures en fonction du nombre de régions de torsion d'un diagramme alterné réduit.